# Ernst Ludwig Dümmler
Ernst Ludwig Dümmler (2. ledna 1830, Berlín – 11. září 1902, Friedrichroda) byl německý historik.

## Životopis
Ernst Dümmler, syn berlínského knihkupce Ferdinanda Dümmlera, studoval v Bonnu a Berlíně právo, klasickou filologii a historii. Kromě jiných byli jeho pedagogy Johann Wilhelm Löbell, Leopold von Ranke a Wilhelm Wattenbach. V roce 1852 zakončil v Berlíně své studium dizertační prací o Arnulfovi Korutanském („De Arnulfo Francorum rege“).
V roce 1858 habilitoval s prací o českém království („De Bohemiae conditione Carolis imperantibus“) a stal se mimořádným profesorem v Hallu a v roce 1866 profesorem dějin a historických věd. Jeho výzkum byl zaměřen na francké dějiny v 9. století a dějiny Svaté říše římské v 10. a 11. století .
Dümmler byl od roku 1876 členem Monumenta Germaniae Historica a v roce 1888 se stal po Georgu Waitzovi jejím prezidentem. Tento úřad zastával až do své smrti.
Jeho syn Georg Ferdinand Dümmler (1859–1896) byl klasický filolog a archeolog.

## Dílo
- Geschichte des ostfränkischen Reiches, Berlín 1862–1865
- Kaiser Otto der Große (spoluautor Rudolf Köpke), Lipsko 1876

jako vydavatel:
- Das Formelbuch des Bischofs Salomo III. von Konstanz (Notker Balbulus), 1857
- Poetae latini aevi Karolini, 1880/1884
- Epistolae Karolini, 1892–1902